# Дани Миноуг
Даниел Джейн Миноуг (на английски: Danielle Jane Minogue), по-известна като Дани Миноуг (на английски: Dannii Minogue), е австралийска певица, актриса, водеща в телевизионни предавания/програми, посредник между телевизионната програма и публиката, моден дизайнер и модел.

## Биография
Дани Миноуг е родена на 20 октомври 1971 г. в Мелбърн, Австралия. Нейният баща е счетоводител от ирландско потекло, а майка ѝ е танцьорка от Уелс. Тя е сестра на известната поп-певица и актриса Кайли Миноуг. Дани започва кариерата си като дете в предаване по австралийска телевизия. През септември 1988 г. издава своя собствена модна линия Dannii. Като певица Дани има няколко хита от втория си албум. Третият ѝ албум, Girl, издаден през септември 1997 г., представя по-изтънчен стил на денс музиката. Албумът ѝ Neon Nights, издаден през 2003 г., е най-успешният в кариерата ѝ.

## Кариера
Нейният първи албум, Dannii, е издаден през 1990 г. и достига до номер 24 в австралийската класация за албуми. Извън Австралия албумът е издаден през следващата година под заглавие Love and Kisses и се превръща в топ 10 хит. Сингълът „Love and Kisses“ достига номер 4 в австралийската класация за сингли.
Нейните интереси в денс и клубната музика повлияват върху третия ѝ албум – Girl, издаден през септември 1997 година. Албумът представя по-сложен и израснал стил на денс музиката. Първият сингъл „All I Wanna Do“ достига номер 4 в британската класация за сингли. Другите два сингъла „Everything I Wanted“ и „Disremembrance“, не успяват да достигнат топ 10, но и трите достигат номер едно в британската денс класация.
През март 2003 г. Миноуг издава своя четвърти албум – Neon Nights, който стига до номер 8 в британската класация за албуми – най-високия ранг от дебюта ѝ, и вкарва 4 сингъла в топ 10. Сингълът „I Begin to Wonder“ е обявен за една от най-добрите песни в албума и става най-високо класираната песен, достигайки номер 2 в британската класация за сингли. Синглите „I Begin to Wonder“ и „Don't Wanna Lose This Feeling“ също така бележат значителен успех в американската денс класация.

## Дискография
- Dannii (1990)
- Love & Kisses (1991)
- Get Into You (1993)
- Girl (1997)
- Neon Nights (2003)
- The Hits & Beyond (2006)
- Unleashed (2007)
- Club Disco (2007)
- The Early Years (2008)
- The 1995 Sessions (2009)

## Награди
- The Variety Club of Australia – Young Variety Award (1989)
- Radio One & Flash Forward Magazine – #1 Woman of the Year (1991)
- BIG Magazine – World's Best Female Pop Star (1991)
- Smash Hits Poll Winners Party – Best New Artist (1991)
- BRMB Music Awards – Best Video for All I Wanna Do (1998)
- Maxim Awards – Best Stage Performance for Notre-Dame de Paris (2001)
- Disney Channel Awards – Best Female Artist (2003)
- Capital FM Awards – Capital Rhythm Award (2003)
- ARIA Awards – Best Pop Release (2003)
- Dancestar 2004 Awards – Best Worldwide Single (2004)
- WMC International Dance Music Awards – Best Dance Artists (2004)
- WMC International Dance Music Awards – Best Hi-Energy / Euro Release (2004)
- Glamour Awards – TV Personality (2007)
- No.1 Celeb of the year 2008 – Celeb of the year (2008)
- Cosmopolitan Awards 2009 – Ultimate TV Personality of the year (2009)